# Neal Schon
Neal Joseph Schon, född 27 februari 1954 nära Midwest City, Oklahoma, är en amerikansk gitarrist, sångare och låtskrivare. Båda hans föräldrar var musiker, och som tonåring blev han medlem i Santana där han debuterade på albumet Santana III (1971). Schon kom dock inte att bli så långvarig i gruppen och medverkande endast på ett Santana-album till, Caravanserai. Han var sedan med och bildade Journey 1973, en grupp som han varit fortsatt medlem i sedan dess. Han är den ende medlemmen som medverkat på alla gruppens album. 
I början av 1980-talet gjorde han två album tillsammans med Jan Hammer. 1987 var han med och bildade AOR-/hårdrocksbandet Bad English, som han var med i tills de splittrades 1991. Under denna period släppte han även sitt första soloalbum, Late Night (1989).
Neil Schon was invaldes i Oklahoma Music Hall of Fame 23 augusti 2013 och i Rock and Roll Hall of Fame som medlem av Journey 7 april 2017.

## Privatliv
Neal Schon bekräftade i september 2011 att han var i ett förhållande med TV-personligheten Michaele Salahi. Paret gifte sig 15 december 2012 i San Francisco. Äktenskapet är Schons femte och Salahis andra.

## Diskografi (urval)
| - Late Nite (1989) - Beyond the Thunder (1995) - Electric World (1997) - Piranha Blues (1999) - Voice (2001) - I on U (2005) - The Calling (2012) - So U (2014) - Vortex (2015) - Universe (2020) - Santana III (1971) - Caravanserai (1972) - Santana IV (2016) - Azteca (1972) - Pyramid of the Moon (1973) - Journey (1975) - Look into the Future (1976) - Next (1977) - Infinity (1978) - Evolution (1979) - Departure (1980) - Escape (1981) - Frontiers (1983) - Raised on Radio (1986) - Trial by Fire (1996) - Arrival (2001) - Generations (2005) - Revelation (2008) - Eclipse (2011) | - Untold Passion (1981) - Here to Stay (1982) - Through the Fire (1984) - Bad English (1989) - Backlash (1991) - Hot Cherie (EP) (1992) - Double Eclipse (1992) - Can't Find My Way (EP) (1992) - II (2002) - Muddy Water Blues: A Tribute to Muddy Waters (1993) - The Hendrix Set (EP) (1993) - Paul Rodgers & Friends Live at Montreux 1994 (2011) - All One People (1991) - Abraxas Pool (1997) - World Play (2004) - Sammy Hagar – Danger Zone (1980) - Joe Cocker – Cocker (1986) - Michael Bolton – The Hunger (1987) - The Allman Brothers Band – Where It All Begins (1994) - Carmine Appice – Guitar Zeus - Safe (1996) - Lee Ritenour – Lee Ritenour's 6 String Theory (2010) |